# Sielsowiet makarowski (obwód kurski)
Sielsowiet makarowski (ros. Макаровский сельсовет) – jednostka administracyjna wchodząca w skład rejonu kurczatowskiego w оbwodzie kurskim w Rosji.
Centrum administracyjnym sielsowietu jest wieś (ros. село, trb. sieło) Makarowka.

## Geografia
Powierzchnia sielsowietu wynosi 97,93 km².

## Historia
Status i granice sielsowietu zostały określone 21 października 2004 roku.

## Demografia
W 2017 roku sielsowiet zamieszkiwały 1223 osoby.

## Miejscowości
W skład sielsowietu wchodzą miejscowości: Makarowka, Aleksandrowskij, Gupowo, Droniajewo, Droniajewskij, Zołotuchino, Kabanowka, Kożla, Krasnyj Chutor, Mosołowo.